# وزارة المالية (سيراليون)
وزارة مالية سيراليون هي إدارة وزارية تابعة لحكومة سيراليون، وهي مسؤولة عن إدارة الإيرادات وإدارة السياسات المالية والاقتصادية العامة في البلاد. كما تقدم الوزارة المشورة لرئيس سيراليون بشأن القضايا الاقتصادية.
يقع المقر الرئيسي لوزارة المالية في سيراليون في شارع جورج في فريتاون، سيراليون.
يُعين وزير المالية من قبل رئيس سيراليون، إلا أنه يجب تأكيده من قبل برلمان سيراليون ليحوز على المنصب. وزير المالية الحالي هو شيكو أحمد فانتامادي بانجورا، والذي عُين في يناير 2023. والذي كان يشغل سابقًا منصب نائب وزير المالية. يتمتع رئيس سيراليون بالسلطة الدستورية لإقالة وزير المالية في أي وقت.

## المسؤوليات
تشمل مسؤوليات وزير المالية السيراليوني:
- إدارة إيرادات البلاد وأموالها
- تنفيذ السياسات الاقتصادية والمالية العامة لحكومة سيراليون
- ضمان التخصيص الفعال للموارد العامة لتعزيز النمو الاقتصادي المستقر
- تقديم المشورة لرئيس وحكومة سيراليون بشأن القضايا الاقتصادية
- جمع الضرائب حكومة سيراليون
- نشر بيانات حول اقتصاد البلاد
- إنفاذ القوانين الضريبية
- إدارة ديون البلاد
- سداد الديون والقروض الحكومية
- دفع الفواتير الحكومية
- تخصيص الموارد المالية للإدارات داخل حكومة سيراليون
- الإدارة والإشراف على جميع البنوك الوطنية المملوكة لحكومة سيراليون
- وضع القواعد واللوائح لجميع البنوك الخاصة في سيراليون
- ضمان الدفع الصحيح وفي الوقت المناسب والدقيق للرواتب الشهرية لرئيس سيراليون ونائب رئيس سيراليون وأعضاء برلمان سيراليون
- تلقي الأموال المودعة في خزانة حكومة سيراليون
- تحرير الشؤون المالية لإدارات سيراليون
- طبع الفواتير الورقية والعملات المعدنية بعملة سيراليون
- منح قرض مالي معتمد من البنوك الوطنية المملوكة لحكومة سيراليون

## روابط خارجية
- سيراليون - وزارة المالية والتنمية الاقتصادية